# Fesol bord
El fesol bord o guixó (Lathyrus clymenum) és una planta de la família de les fabàcies que habita a la conca mediterrània i Canàries. Prolifera en marges de camins i erms. És una planta anual, de 30-100 cm d'altura, glabra, amb tiges alades reptants. Fulles inferiors senzilles involucionades fins al pecíol alat, les mitjanes i les superiors amb parells de folíols linears fins el·líptics lanceolats, de 2-6 cm de llarg i 3-11 mm d'ample, així com axil·les alades amb circells ramificats; estípules linears fins ovalades, amb base en forma de fletxa. Flors de 15-20 mm, en nombre d'1-5 en peduncles llargs; estendard vermell violeta fins carmí, més llarg que les ales violetes fins a un lila pàl·lid, superfície de l'estendard escotada; dents del calze iguals, més curts que el tub. Beina de 3-7 cm de llarg i 5-12 mm d'ample, glabra, marró, amb solc en la línia dorsal i 4-7 llavors.
Altres noms que rep són: guixola, guixó articulat, veça, veçó, veçot, veçot articulat i veçot bord.